# Estação Jardim Camboinha
A Estação Jardim Camboinha é uma das estações do Sistema de Trens Urbanos de João Pessoa, localizada em frente ao Instituto Federal de Educação da Paraíba (IFPB), no município de Cabedelo, Região Metropolitana de João Pessoa, entre as estações Poço e Jardim Manguinhos.
Suas operações se iniciaram no dia 5 de dezembro de 2022, em caráter experimental. Foram investidos cerca de R$ 4,5 milhões no novo equipamento.

## Características
A estação foi construída dentro dos padrões internacionais de acessibilidade, dispondo de portas automáticas, desembarque em nível, bilhetagem eletrônica, sanitários acessíveis, ventilação natural e passeio para pedestres.
A estação foi a primeira a adotar o novo padrão de construção no sistema de trens urbanos de João Pessoa, servindo de modelo para a modernização de todo o sistema.